# Хмелёвка (Астраханская область)
Хмелёвка — село в Камызякском районе Астраханской области России. Входит в состав Иванчугского сельсовета.

## География
Село находится в южной части Астраханской области, на левом берегу Старой Волги. дельты реки Волги, на расстоянии примерно 11 километров (по прямой) к западу от города Камызяк, административного центра района. Абсолютная высота — 24 метра ниже уровня моря.
Климат умеренный, резко континентальный. Характеризуется высокими температурами летом и низкими — зимой, малым количеством осадков, а также большими годовыми и летними суточными амплитудами температуры воздуха.

## Население
| 2002 | 2010 |
| ---- | ---- |
| 508  | ↘467 |

По данным Всероссийской переписи, в 2010 году численность населения села составляла 467 человек (214 мужчин и 253 женщины). Согласно результатам переписи 2002 года, в национальной структуре населения русские составляли 97 %.

## Инфраструктура
В селе функционируют филиал МБОУ «Самосдельская СОШ им. Шитова В. А.», фельдшерско-акушерский пункт (филиал ГБУЗ «Камызякская центральная районная больница») и отделение Почты России.
Улицы
Уличная сеть села состоит из 7 улиц.

## Русская православная церковь
Казанская церковь. Упоминается в 1902-1919 гг.